# Gadani
Gadani (Urdu گڈانی), auch Gaddani, ist ein Küstenort im Distrikt Lasbela in Pakistan. Nach der Volkszählung 2017 hatte er 7.679 Einwohner. 99 % der Bevölkerung waren Muslime. Der Ort ist bekannt durch die Abwrackwerften bei Gadani.
Gadani liegt in der Nähe der südpakistanischen Metropole Karatschi.